# Charles Conrad Abbott
Charles Conrad Abbott (Trenton, Nova Jersey, 4 de juny de 1843 – Bristol, Pennsilvània, 27 de juliol de 1919) fou un arqueòleg i naturalista nord-americà.

## Biografia
Va estudiar medicina a la Universitat de Pennsilvània. Durant la Guerra Civil Nord-americana va exercir com a cirurgià a l'Exèrcit de la Unió. es va doctorar per la Universitat de Pennsilvània l'any 1865. L'any 1867 es va casar amb Julia Olden, amb qui va tenir tres fills.
L'any 1876 va anunciar el descobriment de petjades prehistòriques de la presència humana a la Vall de Delaware, que datarien de la primera edat de gel o Glaciació de Kansas, abans de l'època en què es creu que els éssers humans van entrar al continent americà. Des de 1876 fins a 1889, va ser assistent del Museu Peabody d'Arqueologia i Etnologia de Cambridge (Massachusetts), al que va presentar una col·lecció de vint mil peces arqueològiques, a la qual posteriorment va agregar altres col·leccions arqueològiques.
Va ser membre de la Societat d'Història Natural de Boston, membre de la Societat Filosòfica Americana de Filadèlfia i de la Reial Societat d'Antiquaris del Nord de Copenhague.